# بئر حليمة
بئر حليمة هي قرية تابعة لمعتمدية زغوان بالشمال التونسي، وتقع على الطريق الذي يربط بين مدينتي زغوان والفحص.
1. ↑  "المناطق الترابية (العمادات) حسب الولايات والمعتمديات". اطلع عليه بتاريخ 2024-11-30.